# 維雷 (薩爾內區)
51°14′25″N 26°56′16″E / 51.24028°N 26.93778°E
維雷（羅馬化：Vyry），是烏克蘭的村落，位於該國西北部羅夫諾州，由薩爾內區負責管轄，始建於1512年，面積1.64平方公里，海拔高度172米，2001年人口2,063，人口密度每平方公里1,118.4人。